# Ensztatit
Az ensztatit a láncszilikátok között a piroxéncsoport gyakoribb tagja, magnézium tartalmú szilikátásvány. Rombos kristályai gyakoriak a vastartalmú meteoritokban hipersztén és ferroszilit társaságában. Felfedezőjének G. A. Kengott nevű geológust tartják, aki 1855-ben először tette közzé ismertetését. Gyakran tévesztik össze a bronzit ásvánnyal, de a vastartalom hiánya egyértelműsíti. Kőzetalkotó elegykristálykénti megjelenésben 80% körüli az ensztatit, hipersztén társaságában. Gyakran összenőtt kristályokat alkot a piroxéncsoport monoklin elemeivel, különösképpen a diopsziddal. Az ensztatit a bronzit a hipersztén izomorfjának tekinthető. A magas ensztatit tartalmú kőzeteket sűrű zárt szövetszerkezetük miatt gyakran alkalmazzák díszítőkőnek, fagyállóságuk miatt. Ritkán előforduló smaragdzöld egyedi kristályait az ékszeripar hasznosítja. Kissé fluoreszkál, enyhe radioaktivitást mutat. Mállásakor szalonnakőszerű talk keletkezik.

## Kémiai összetétele
- Magnézium (Mg) =24,2%
- Szilícium (Si) =28,0%
- Oxigén (O) =47,8%

## Keletkezése
Elsődlegesen magmatikus keletkezésű, ultrabázikus, a kevés kovasavat (SiO2) tartalmazó magmából szilárdul meg, mélységi kialakuláskor nagyobb kristályszemcsés (pegmatitos) szövettel, míg kiömléses képződésben finom szemcsézetű mikrokristályosság a jellemző. Másodlagosan kristályos palákban is képződik. Metamorfikus képződésben márványban is megtalálható.
Hasonló ásványok: andaluzit, apatit és a hipersztén.

## Előfordulásai
Ausztria területén Leoben környékén. Csehország morvaországi vidékein. Németországban Baden-Württemberg tartományban Limberg környékén, a Harz-hegységben Bad Harzburg vidékén. Nagyobb mennyiségben fordul elő Skócia, Írország Grönland és Norvégia területén Bamle vidékén. Előfordul Bulgária területén. Oroszországban a Bajkál-tó vidékén, a Kaukázusban, az Ural-hegységben és Szibériában több helyen. Nagyobb mennyiségben van jelen Burma, Kenya, Tanzánia és a Dél-afrikai Köztársaság területén. Az Amerikai Egyesült Államok Kalifornia, Texas, Maryland és Pennsylvania szövetségi államok vidékein több helyen. Előfordulásai megtalálhatók Japán területén és Brazíliában Bahia közelében.
Kísérő ásványok: apatit, magnetit, kromit és olivin.
Magyarországon gabbró, andezit és bazalt megjelenéshez kötődően több helyen megtalálható. Jellemző előfordulások vannak Szentbékkálla, Kapolcs és Gyód területén. Jelentős a Szarvaskő közelében nagyobb tömegű gabbróban. A Börzsöny, a Mátra és a Tokaji-hegységben elterjedt kőzetalkotó ásvány.